# Trattato di Cahuenga

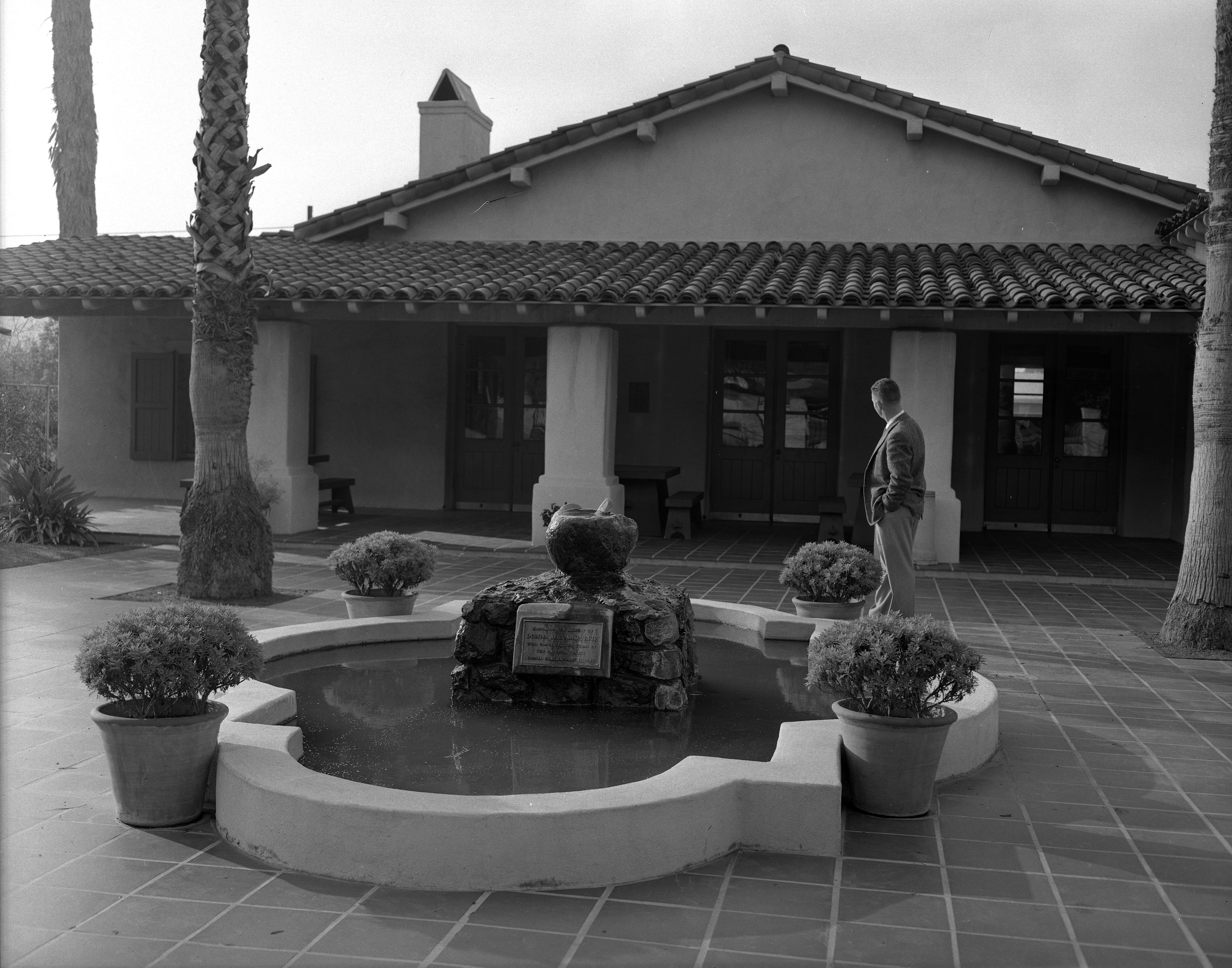
Campo di Cahuenga, ricostruzione della firma del trattato di Cahuenga

Il trattato di Cahuenga del 1847 (a volte chiamato anche capitolazione di Cahuaenga) pose fine ai combattimenti della guerra messico-statunitense in Alta California.
Non fu un trattato formale tra nazioni bensì un accordo informale tra le forze rivali in cui i californio rinunciavano a lottare.
Il trattato fu scritto in inglese e spagnolo dal capitano José Antonio Carrillo ed approvato dal colonnello statunitense John Charles Frémont e dal governatore messicano Andrés Pico il 13 gennaio 1847 al Campo de Cahuenga dove oggi sorge North Hollywood (Los Angeles).
Il trattato obbligava i californio a cedere l'artiglieria e stabiliva che tutti i prigionieri di entrambe le parti fossero immediatamente liberati. I californio promisero di non riprendere le armi durante la guerra e di obbedire alle leggi e ai regolamenti degli Stati Uniti ma avrebbero avuto gli stessi diritti dei cittadini statunitensi.
Nel successivo trattato di Guadalupe Hidalgo del 1848 il Messico cedette l'Alta California ed altri territori agli Stati Uniti. Il confine
con il Texas fu posto sul Rio Grande.
Pico, così come quasi tutti i californio, divennero cittadini statunitensi con pieni diritti.